# Luthersk Mission
 Der er for få eller ingen kildehenvisninger i denne artikel, hvilket er et problem. Du kan hjælpe ved at angive troværdige kilder til de påstande, som fremføres i artiklen.

Luthersk Mission (tidligere Luthersk Missionsforening til Evangeliets Fremme, Luthersk Missionsforening eller LM) er en dansk forening, som arbejder med både ydre og indre mission. Foreningens grundlag er evangelisk-luthersk og lægger stor vægt på bibeltroskab og den personlige tro på Jesus som frelser.
Årligt deltager omkring 10.000 mennesker i aktiviteterne i Danmark knyttet til LM. De fleste aktiviteter i Danmark er drevet af frivillige ulønnede medarbejdere. Det lokale arbejde i Danmark er organiseret i kredse og frimenigheder, som ofte hører til i et missionshus. Der er et  ungdomsarbejde, Luthersk Missions Ungdom, og en folkehøjskole i Hillerød, Luthersk Missionsforenings Højskole. LM har udsendte medarbejdere i  Afrika, Sydamerika og Asien.

## Historie
Foreningen blev stiftet 1. marts 1868 af den bornholmske smed Christian Møller (1834-1907). Han havde fra 1863 været prædikant i en bornholmsk frimenighed, der blev ledet af præsten Peter Christian Trandberg.￼￼ På opfordring af den svenske prædikant Carl Olof Rosenius (1816-1868), og efter at være ekskluderet af frimenigheden vendte Christian Møller tilbage til folkekirken og stiftede Luthersk Mission til at virke indenfor den. Kort før 1900 blev også ydre mission en del af arbejdet med Jens Mikael Thøgersen Winther som udsendt missionær til Japan.

## Møder og gudstjenester
Luthersk Mission holder møder og gudstjenester 110 steder i Danmark. Det sker i missionshuse, private hjem og i frimenigheder. Omkring 10.000 deltager i LM's aktiviteter på landsplan. og de dækker legestuer, ungdomskredse, gudstjenester og meget andet. Fælles for alt er Jesus er i centrum.

## Organisation
Luthersk Mission er en demokratisk forening organiseret i regionale afdelinger og lokale forsamlinger. Generalforsamlingen er organisationens øverste beslutningsorgan og mødes én gang om året. Generalforsamlingen består af omkring 35 personer, der vælges på lokalt plan og i forskellige udvalg.

### På lokalt plan
LM's lokale arbejde er fordelt på syv afdelinger rundt om i landet. Hver afdeling har sin egen afdelingsstyrelse, som sørger for den overordnede koordination af afdelingens arbejde og fører tilsyn med den åndelige linje. I praksis er der stor forskel på afdelingsstyrelsernes arbejde fra afdeling til afdeling.
Det er afdelingen, der kalder prædikanter, men hver enkel kreds og frimenighed er fri til at bruge andre prædikanter, hvis de ønsker det.

### På nationalt plan
Afdelingerne refererer til landsstyrelsen, men er i princippet selvstændige foreninger. Sammen med lærerådet har landsstyrelsen det overordnede ansvar på vegne af organisationen. Landsstyrelsen vælges af generalforsamlingen. Lærerådet består af landsstyrelsen, de syv afdelingsformænd og en ekstra repræsentant fra hver afdeling med mere end 800 medlemmer.

## International mission
Luthersk Mission er også det største ydremissionsselskab i Danmark med ansatte i Tanzania, Peru, Cambodja og Grønland. Formålet med det internationale arbejde er først og fremmest udbredelse af det kristne budskab, men LM støtter også sundhedsarbejde og andet socialt arbejde i flere af landene. Desuden sender LM unge ud som volontører for at støtte de faste missionærer, tage del i arbejdet og give de unge en erfaring af arbejdet. Opgaverne er fortrinsvis undervisning af missionærbørn, men der er også opgaver med mere direkte kontakt til lokalbefolkningen.

### Tanzania
Missionærerne i Tanzania arbejder sammen med Den evangelisk-lutherske Kirke omkring evangelisering og bibelskoleundervisning. Desuden driver de litteraturarbejdet Soma Biblia, som sælger kristen litteratur og  bøger om for eksempel aids til hele Tanzania. I 2008 begyndte Soma Biblia at udgive det første blad for børn i Tanzania: børnebladet Twende.

### Etiopien
Luthersk Mission (LM) har tidligere arbejdet sammen med Etiopiens evangelisk-lutherske kirke, Mekane Yesus Kirken (EECMY) den hurtigst voksende lutherske kirke i verden med omkring 300.000 nye medlemmer om året.
Organisationen støtter stadig Tabor Evangelical College, der er et gymnasium og bibelskole til uddannelse af præster.

### Peru
Alt missionsarbejde i Peru sker i samarbejde med Den evangelisk-lutherske Kirke IEL-P i landet. De danske missionærer arbejder tæt sammen med udsendingene fra Norsk Luthersk Misjonssamband.

### Cambodja
LM begyndte sit missionsarbejde i Cambodja i 2003. Missionsarbejdet foregår i samarbejde med en kristen hjælpeorganisation, paraplyorganisationen CCFC (Christian Care for Cambodia).

## Institutioner med tilknytning til Luthersk Missionsforening
Efterskoler
- Sædding Efterskole
- Løgumkloster Efterskole
- Efterskolen Solgården
- Stubbekøbing Efterskole

Højskole
- Luthersk Missionsforenings Højskole i Hillerød

Medie
- Norea Mediemission
- LogosMedia – En del af Forlagsgruppen Lohse.

Plejehjem
- Klokkebjerg
- Bakkely

Væresteder
- Cafe Kilden, Herning
- Arken, Esbjerg
- Det Gode Håb, Horsens

## Publikationer
- Tro & Mission – LM's magasin med nyheder fra LM's arbejde i Danmark og i udlandet. Indeholder også nyheder fra det øvrige kirkelige landskab i Danmark og Norden. Udkommer 16 gange om året, oplag 2.700 eksemplarer.
- Budskabet – Tidsskrift for bibelstudium, trosliv og mission. Udkommer 6 gange årligt, oplag 1.000 eksemplarer.

## Luthersk Missionske Frimenigheder
Fra 1997 blev det muligt for evangelisk-lutherske frimenigheder at være tilknyttet Luthersk Mission, og i dag findes der 23 frimenigheder med en sådan tilknytning.
- Aalborg Frimenighed
- Aroskirken, Aarhus
- Vesterhavskirken[2] (2010-18 kendt under navnet "LM-Esbjerg Frimenighed").
- Fyns frimenighed
- Haderslev frimenighed
- Hvidovre frimenighed
- Hillerød Frimenighed
- LM-Kirken Vestbornholm[3]
- LM-Kirken Østbornholm[4]
- Kirken ved Søerne,
- LM's Frimenighed i Randers
- LM-kirken Amager[5]
- LM Kirken Herning[6]
- LM-kirken Holstebro[7]
- LM-kirken i Skjern[8]
- LM's frimenighed i Sønderjylland[9]
- Lolland-Falster Kirken
- Luthersk Mission Bylderup Bov[10]
- Nordvestkirken, København NV
- RandersKirken [11]
- Spjald Frimenighed
- Tarm Frimenighed
- Toftlund Frimenighed
- Vadehavskirken, Ribe